# 特拉韦塞托洛
特拉韦塞托洛（義大利語：Traversetolo），是意大利艾米利亚-罗马涅大区帕尔马省的一个市镇。总面积54.61平方公里，人口9243人，人口密度169.3人/平方公里（2009年）。ISTAT代码为034042。